# Hermann Rieder (Sportwissenschaftler)

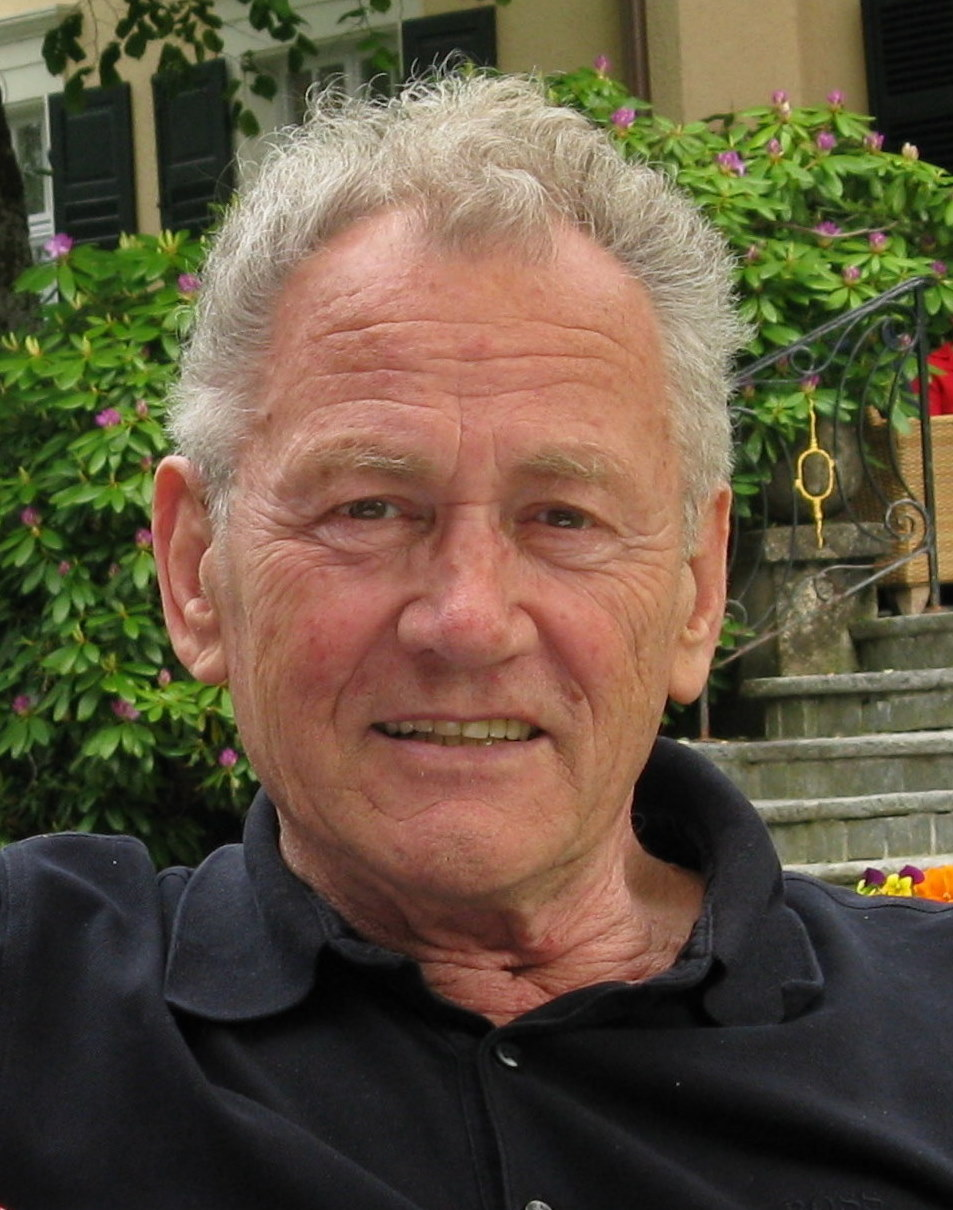
Herrmann Rieder – Juni 2008

Hermann Rieder (* 3. Mai 1928 in Altfraunhofen bei Landshut; † 22. August 2009 in Gaiberg bei Heidelberg) war ein deutscher Speerwerfer, Trainer und Sportwissenschaftler.

## Sportler und Trainer
Hermann Rieder war als aktiver Speerwerfer Mitglied der deutschen Nationalmannschaft. In den Jahren zwischen 1952 und 1960 wurde er viermal Deutscher Vizemeister in dieser Disziplin. 1951 und 1955 gewann er jeweils die Goldmedaille bei den Weltspielen der Studenten, dem Vorläufer der Universiade.
Seine Bestweite betrug 76,68 m.
Von 1966 bis 1972 war Hermann Rieder Bundestrainer für Speerwurf des Deutschen Leichtathletik-Verbandes. Er betreute als Trainer u. a. den Olympiasieger von 1972 Klaus Wolfermann, den Universiade-Sieger von 1979 Helmut Schreiber und den Europameister von 1986 Klaus Tafelmeier.

## Wissenschaftler
Nach dem Studium der Fächer Germanistik, Geschichte und Leibesübungen in München war Hermann Rieder als Assistent an der Universität Würzburg tätig. Von 1968 bis 1994 leitete er das Institut für Leibesübungen der Universität Heidelberg, das im Jahr 1973 in Institut für Sport und Sportwissenschaft umbenannt wurde. Parallel dazu war er Gründungsdirektor des Bundesinstituts für Sportwissenschaft, das er als Direktor von 1970 bis 1973 leitete. Wesentliche Schwerpunkte seiner Arbeit waren die Etablierung der Sportwissenschaft als wissenschaftliche Disziplin und die Förderung des Behindertensports.
Hermann Rieder war Generalsekretär der Internationalen Vereinigung der Sportpsychologen (ISSP International Society of Sports Psychology).
Hermann Rieder verband in seiner Person mehrere Facetten der Sportwissenschaft und verfügte über die Fähigkeit, weit auseinander liegende theoretische und praktische Erkenntnisse miteinander zu verknüpfen. In seinem Publikationsverzeichnis finden sich Beiträge aus der Sportpsychologie, der Bewegungslehre, der Trainingslehre und aus dem von ihm entwickelten interdisziplinären Forschungsfeld der Sporttherapie. Als einer der Generalisten des Faches befasste er sich dabei mit einer großen Bandbreite sportwissenschaftlicher Themen, die von der Talentsuche im Tennis bis hin zu Bewegungsprogrammen für HIV-Infizierte reichte. Hermann Rieder war überzeugt von der Macht der Kommunikation. Dies zeigt sich in den von ihm organisierten nationalen und internationalen Kongressen.
Hermann Rieder war seit Beginn seiner Hochschullehrertätigkeit ein Förderer des sportwissenschaftlichen Nachwuchses. Davon zeugen mehr als 40 von ihm betreute Promotionen und Habilitationen. Generationen von Studierenden profitierten von seinen Fähigkeiten, zum wissenschaftlichen Arbeiten anzuleiten und zu motivieren. Herrmann Rieder wird vom Institut für Sport und Sportwissenschaft seit 1997 durch die Vergabe eines nach ihm benannten Preises geehrt, der jährlich für die beste studentische Qualifikationsarbeit vergeben wird.
Nach seiner Emeritierung widmete sich Hermann Rieder – auf der Grundlage seines Geschichtsstudiums und seiner leistungssportlichen Kompetenz als Speerwerfer – der „Kulturgeschichte des Speerwurfs“. 2001 initiierte er die Ausstellung Speerwurf – vom Steinzeitjäger zum Olympiasieger in Mannheim und hielt Vorträge zu diesem Thema.

## Sonstiges
Hermann Rieder war mit der Pferdesportfunktionärin und ehemaligen deutschen Vizemeisterin im Gruppenvoltigieren Ulrike Rieder verheiratet.

## Auszeichnungen
Hermann Rieder erhielt unter anderem folgende Auszeichnungen:
- Bundesverdienstkreuz am Bande
- Bundesverdienstkreuz I. Klasse
- Philip-Noel-Baker-Preis
- 1997 Distinguished International Sport Psychologist Award[4]